# ستيفن ستروغاز
ستيفن هنري ستروغاتس (بالإنجليزية: Steven H. Strogatz)‏ /ˈstroʊɡ[invalid input: '&']ts/ (ولد في 13 أغسطس 1959، تورينغتون) هو عالم الرياضيات أمريكي وأستاذ الرياضيات التطبيقية (يعقوب غولد شورمان) في جامعة كورنيل.
ومن المعروف انه لإسهاماته في دراسة التزامن في ديناميكية النظم، وعلى عمله في مجموعة متنوعة من مجالات الرياضيات التطبيقية، بما في ذلك البيولوجيا الرياضية ونظرية الشبكة المعقدة.
على وجه الخصوص، ورقته البحثية التي نشرت في مجلة النيتشر عام 1998 مع دنكان واتس، بعنوان «الديناميات الجماعية في الشبكات الصغيرة في العالم»،  تعتبر على نطاق واسع كمساهمة جوهرية في المجال عبر التخصصي للشبكات المعقدة، التي تصل تطبيقات نظرية المخططات والفيزياء الإحصائية مع علم الاجتماع، والأعمال التجارية، وعلم الأوبئة، وعلم الأعصاب. يمكن قياس اهميتها بكونها المادة الأكثر اقتباسا عن شبكات بين عامي 1998 و 2008، والورقة السادسة بين الارواق ذات الاقتباسات الأعلى في كل الفيزياء.
شملت كتابات ستروغاز في عام 1994 الكتاب التعليمي0}ديناميكات غير خطية والفوضى، وثلاثة كتب شعبية، ومقالات عديدة في الصحف. كتابه، الذي نشر في عام 2009، حساب التفاضل والتكامل للصداقة، كان يسمى «مستدر الدموع الصادقة»  و «بعض عن السيرة، وبعض عن السيرة الذاتية وبعض عن دليل مسار لحساب التفاضل والتكامل». اختير كتابهتزامن كأفضل كتاب لعام 2003 من قبل مجلة ديسكفر. كما سجّل ستروغاز سلسلة من المحاضرات حول نظرية الفوضى لشركة التدريس، صدر في عام 2008،  وفي أواخر يناير كانون الثاني عام 2010، بدأ ستروغاز كتابة عمود أسبوعي في الرياضيات في صحيفة نيويورك تايمز.  هذه الأعمدة مع العديد كتابات ستروغاز، نشرت مؤخرا في كتاب  متعة X الذي صدر في أكتوبر 2012. وقد وصفت الأعمدة التي يكتبها في نيويورك تايمز بأنها «ما يجب على رجال الأعمال والمديرين التنفيذيين الذين يدركون ان الرياضيات هي الآن لغة مشتركة lingua franca لتحليل الأعمال الهامة».

## المهنة والتقدير
درس ستروغار في مدرسة لوميس تشافي (1972-1976) وتخرج بامتياز مع مرتبة الشرف مع شهادة البكالوريوس في الرياضيات من جامعة برينستون عام 1980. وكان باحث مارشال في كلية ترينيتي في كامبردج 1980-1982، ثم حصل على درجة الدكتوراه في الرياضيات التطبيقية من جامعة هارفارد في عام 1986 لأبحاثه على ديناميكيات دورة النوم واليقظة الإنسان. بعد أن أمضى ثلاث سنوات في المؤسسة الوطنية للعلوم زميل ما بعد الدكتوراه في جامعة هارفارد وجامعة بوسطن، انضم ستروغاز إلى هيئة التدريس في قسم الرياضيات في معهد ماساتشوستس للتكنولوجيا في عام 1989. أبحاثه على الأنظمة الديناميكية كوفئت بجائزة الباحث الشاب الرئاسية من مؤسسة العلوم الوطنية في عام 1990. في عام 1994 انتقل إلى جامعة كورنيل حيث هو أستاذ (بمرتبة يعقوب غولد Schurman  من الرياضيات التطبيقية، فضلا عن أستاذ الرياضيات والهندسة الميكانيكية والفضاء. وهو زميل لجمعية الرياضيات الصناعية والتطبيقية  والأكاديمية الأمريكية للفنون والعلوم.
اشيد بقدرات ستروغاز في التدريس والتواصل. في عام 1991 تم تكريمه بجائزة EM بيكر التذكاري للتميز في التدريس الجامعي، جائزة التدريس على الوحيدة على نطاق المعهد في معهد ماساتشوستس للتكنولوجيا اختيارها ومنحها الطلاب وحدهم. وقد فاز أيضا العديد من جوائز التدريس من كلية كورنيل للهندسة، بما في ذلك تاو بيتا بي جائزة التميز في التدريس (2006)، ونظرا لعضو هيئة التدريس يختارهم طلاب الهندسة للتدريس نموذجية. على الصعيد الوطني، تلقى ستروغاز جائزة اتصالات JPBM في عام 2007. هذه الجائزة تقدم سنويا، لتقدير الإنجاز البارز في توصيل الرياضيات لغير الرياضيين. وJPBM تمثل المجتمع الرياضياتي الأمريكي، الجمعية الإحصائية الأمريكية، والرابطة الرياضياتية الأمريكية، وجمعية الرياضيات الصناعية والتطبيقية.
وقد تم اختيار ستروغاز كي يكون محاضر (برتبة روس بول 2009) في كامبريدج  ومحاضر (برتبة سيمونز 2011) في معهد ماساتشوستس للتكنولوجيا للرياضيات 

## منشورات مختارة

### أوراق
- Strogatz، S. H. (2001). "Exploring complex networks". Nature. ج. 410 ع. 6825: 268–276. DOI:10.1038/35065725. PMID:11258382.
- Mirollo، R. E.؛ Strogatz، S. H. (1990). "Synchronization of Pulse-Coupled Biological Oscillators". SIAM Journal on Applied Mathematics. ج. 50 ع. 6: 1645–1662. DOI:10.1137/0150098.
- دُوِي:10.1016/S0167-2789(00)00094-4
This citation will be automatically completed in the next few minutes. You can jump the queue or expand by hand

### كتب
- Strogatz، Steven H (2012). The Joy of x : A Guided Tour of Math, from One to Infinity. Eamon Dolan/Houghton Mifflin Harcourt. {{استشهاد بكتاب}}: الوسيط غير المعروف |الرقم المعياري= تم تجاهله يقترح استخدام |ردمك= (مساعدة)
- Strogatz، Steven H (2009). The calculus of friendship : what a teacher and a student learned about life while corresponding about math. Princeton: Princeton University Press. OCLC:276274618. {{استشهاد بكتاب}}: الوسيط غير المعروف |الرقم المعياري= تم تجاهله يقترح استخدام |ردمك= (مساعدة)
- Strogatz، Steven (2003). Sync : the emerging science of spontaneous order. Hyperion. OCLC:50511177. {{استشهاد بكتاب}}: الوسيط غير المعروف |الرقم المعياري= تم تجاهله يقترح استخدام |ردمك= (مساعدة)
- Strogatz، Steven (1994). Nonlinear dynamics and chaos : with applications to physics, biology, chemistry, and engineering. Perseus Books. OCLC:42140115. {{استشهاد بكتاب}}: الوسيط غير المعروف |الرقم المعياري= تم تجاهله يقترح استخدام |ردمك= (مساعدة)

### الدورات التدريبية
- Strogatz، Steven H. (2008). Chaos. The Teaching Company. OCLC:262464884. {{استشهاد بكتاب}}: الوسيط غير المعروف |الرقم المعياري= تم تجاهله يقترح استخدام |ردمك= (مساعدة)

### أطروحة
- Strogatz، Steven H (1986). The mathematical structure of the human sleep-wake cycle. Springer. OCLC:14719088. {{استشهاد بكتاب}}: الوسيط غير المعروف |الرقم المعياري= تم تجاهله يقترح استخدام |ردمك= (مساعدة)

## وصلات خارجية
- الملف الشخصي الحافة
- مقطورة الفيديو لحساب التفاضل والتكامل للصداقة على يوتيوب
- اذاعي «الأرقام» على نيويورك راديو العامة "Radiolab"
- TEDTalk ستيفن Strogatz ' على TED.com
- المحادثة مع كارلو راتي في مجلة البذور
- مقابلة في النشرة الدورية للجمعية الفيزيائية الأمريكية

ويكيبيديا:محتوى غير حر